# Velika nagrada Singapurja 2011
Velika nagrada Singapurja 2011 je štirinajsta dirka Svetovnega prvenstva Formule 1 v sezoni 2011. Odvijala se je 25. septembra 2011 na dirkališču Marina Bay Street Circuit. Zmagal je Sebastian Vettel, Red Bull-Renault, drugo mesto je osvojil Jenson Button, McLaren-Mercedes, tretje pa Mark Webber, Red Bull-Renault.
Sebastian Vettel, ki je osvojil tudi najboljši štartni položaj, je dirko dobil z vodstvom od štarta do cilja. Drugo mesto je osvojil Jenson Button, ki se je v zadnjih krogih dirke približal Vettlu na nekaj sekund, z drugim mestom pa je kot edini ostal v igri za naslov prvaka, toda Vettel na ubranitev naslova potrebuje le eno točko na zadnjih petih dirkah sezone. Tretje mesto je osvojil Mark Webber, ki je prehitel Fernanda Alonsa ob ponovnem štartu po posredovanju varnostnega avtomobila. Slednji je moral posredovati po trčenju Michaela Schumacherja in Sergia Péreza.

## Rezultati

### Kvalifikacije
| Poz | Št | Dirkač             | Konstruktor          | 1. del   | 2. del    | 3. del    | Št. m. |
| --- | -- | ------------------ | -------------------- | -------- | --------- | --------- | ------ |
| 1   | 1  | Sebastian Vettel   | Red Bull-Renault     | 1:46,397 | 1:44,931  | 1:44,381  | 1      |
| 2   | 2  | Mark Webber        | Red Bull-Renault     | 1:47,332 | 1:45,651  | 1:44,732  | 2      |
| 3   | 4  | Jenson Button      | McLaren-Mercedes     | 1:46,956 | 1:45,472  | 1:44,804  | 3      |
| 4   | 3  | Lewis Hamilton     | McLaren-Mercedes     | 1:47,014 | 1:46,829  | 1:44,809  | 4      |
| 5   | 5  | Fernando Alonso    | Ferrari              | 1:47,054 | 1:45,779  | 1:44,874  | 5      |
| 6   | 6  | Felipe Massa       | Ferrari              | 1:47,945 | 1:45,955  | 1:45,800  | 6      |
| 7   | 8  | Nico Rosberg       | Mercedes             | 1:47,688 | 1:46,405  | 1:46,013  | 7      |
| 8   | 7  | Michael Schumacher | Mercedes             | 1:48,819 | 1:46,043  | brez časa | 8      |
| 9   | 14 | Adrian Sutil       | Force India-Mercedes | 1:47,952 | 1:47,093  | brez časa | 9      |
| 10  | 15 | Paul di Resta      | Force India-Mercedes | 1:48,022 | 1:47,486  | brez časa | 10     |
| 11  | 17 | Sergio Pérez       | Sauber-Ferrari       | 1:47,717 | 1:47,616  |           | 11     |
| 12  | 11 | Rubens Barrichello | Williams-Cosworth    | 1:48,061 | 1:48,082  |           | 12     |
| 13  | 12 | Pastor Maldonado   | Williams-Cosworth    | 1:49,710 | 1:48,270  |           | 13     |
| 14  | 18 | Sébastien Buemi    | Toro Rosso-Ferrari   | 1:48,753 | 1:48,634  |           | 14     |
| 15  | 9  | Bruno Senna        | Renault              | 1:48,861 | 1:48,662  |           | 15     |
| 16  | 19 | Jaime Alguersuari  | Toro Rosso-Ferrari   | 1:49,588 | 1:49,862  |           | 16     |
| 17  | 16 | Kamui Kobajaši     | Sauber-Ferrari       | 1:48,054 | brez časa |           | 17     |
| 18  | 10 | Vitalij Petrov     | Renault              | 1:49,835 |           |           | 18     |
| 19  | 20 | Heikki Kovalainen  | Lotus-Renault        | 1:50,948 |           |           | 19     |
| 20  | 21 | Jarno Trulli       | Lotus-Renault        | 1:51,012 |           |           | 20     |
| 21  | 24 | Timo Glock         | Virgin-Cosworth      | 1:52,154 |           |           | 21     |
| 22  | 25 | Jérôme d'Ambrosio  | Virgin-Cosworth      | 1:52,363 |           |           | 22     |
| 23  | 22 | Daniel Ricciardo   | HRT-Cosworth         | 1:52,404 |           |           | 23     |
| 24  | 23 | Vitantonio Liuzzi  | HRT-Cosworth         | 1:52,810 |           |           | 24     |

### Dirka
| Poz | Št | Dirkač             | Konstruktor          | Krogi | Čas/Odstop  | Št. m. | Toč |
| --- | -- | ------------------ | -------------------- | ----- | ----------- | ------ | --- |
| 1   | 1  | Sebastian Vettel   | Red Bull-Renault     | 61    | 1:59:04,757 | 1      | 25  |
| 2   | 4  | Jenson Button      | McLaren-Mercedes     | 61    | +1,737      | 3      | 18  |
| 3   | 2  | Mark Webber        | Red Bull-Renault     | 61    | +29,279     | 2      | 15  |
| 4   | 5  | Fernando Alonso    | Ferrari              | 61    | +55,449     | 5      | 12  |
| 5   | 3  | Lewis Hamilton     | McLaren-Mercedes     | 61    | +1:07,766   | 4      | 10  |
| 6   | 15 | Paul di Resta      | Force India-Mercedes | 61    | +1:51,067   | 10     | 8   |
| 7   | 8  | Nico Rosberg       | Mercedes             | 60    | +1 krog     | 7      | 6   |
| 8   | 14 | Adrian Sutil       | Force India-Mercedes | 60    | +1 krog     | 9      | 4   |
| 9   | 6  | Felipe Massa       | Ferrari              | 60    | +1 krog     | 6      | 2   |
| 10  | 17 | Sergio Pérez       | Sauber-Ferrari       | 60    | +1 krog     | 11     | 1   |
| 11  | 12 | Pastor Maldonado   | Williams-Cosworth    | 60    | +1 krog     | 13     |     |
| 12  | 18 | Sébastien Buemi    | Toro Rosso-Ferrari   | 60    | +1 krog     | 14     |     |
| 13  | 11 | Rubens Barrichello | Williams-Cosworth    | 60    | +1 krog     | 12     |     |
| 14  | 16 | Kamui Kobajaši     | Sauber-Ferrari       | 59    | +2 kroga    | 17     |     |
| 15  | 9  | Bruno Senna        | Renault              | 59    | +2 kroga    | 15     |     |
| 16  | 20 | Heikki Kovalainen  | Lotus-Renault        | 59    | +2 kroga    | 19     |     |
| 17  | 10 | Vitalij Petrov     | Renault              | 59    | +2 kroga    | 18     |     |
| 18  | 25 | Jérôme d'Ambrosio  | Virgin-Cosworth      | 59    | +2 kroga    | 22     |     |
| 19  | 22 | Daniel Ricciardo   | HRT-Cosworth         | 57    | +4 krogi    | 23     |     |
| 20  | 23 | Vitantonio Liuzzi  | HRT-Cosworth         | 57    | +4 krogi    | 24     |     |
| 21  | 19 | Jaime Alguersuari  | Toro Rosso-Ferrari   | 56    | Trčenje     | 16     |     |
| Ods | 21 | Jarno Trulli       | Lotus-Renault        | 47    | Menjalnik   | 20     |     |
| Ods | 7  | Michael Schumacher | Mercedes             | 28    | Trčenje     | 8      |     |
| Ods | 24 | Timo Glock         | Virgin-Cosworth      | 9     | Trčenje     | 21     |     |